# Eupithecia segregata
Eupithecia segregata là một loài bướm đêm trong họ Geometridae.